# العصر الحجري القديم الانتقالي في الشرق الأدنى
عصر حجري قديم انتقالي في الشرق الأدنى هو اصطلاح يصف الإبيباليوليت Epipalaeolithic في فترة عصور ما قبل التاريخ في الشرق الأدنى، ويعني «نهايات الباليوليت»، ويسمى بنوع من التعميم أيضا باسم الميزوليت.هو العصر الذي تلى الباليوليت العلوي وقبل النيوليت، بين ما يقرب من 20000 إلى 10000 سنة قبل الحاضر. كان البشر في العصر الحجري القديم من الرحل الصيادين-الجمّاعين الذين كانوا يعيشون بشكل عام في مخيمات موسمية صغيرة بدلاً من القرى الدائمة. صنعوا باستخدام الصناعات الميكروليتية microliths أدوات حجرية متطورة، نصال دقيقة ثبتت في الأدوات الخشبية. تشكل هذه القطع الأثرية الأولية التي يتعرف عليها علماء الآثار علامة مميزة لهذا العصر وعليها تصنف المواقع للإبيباليوليت.
تُحدد بداية الإبيباليوليت من خلال ظهور الأدوات الميكروليتية. على الرغم من أن هذه التحديد تعسفي، إلا أن الإبيباليوليت يختلف اختلافًا كبيرًا عن الباليوليت العلوي السابق. مواقع الإبيباليوليت أكثر عددًا، وقد بقيت بشكل أفضل، ويمكن تأريخها بدقة بالكربون المشع. تتزامن الفترة مع التراجع التدريجي للظروف المناخية الجليدية بين الذروة الجليدية الأخيرة وبداية الهولوسين، وتتميز بالنمو السكاني والتكثيف الاقتصادي. انتهى الإبيباليوليت «بالثورة النيولتية» وبدء التدجين وإنتاج الغذاء والاستقرار على الرغم من أن علماء الآثار يدركون الآن أن هذه التوجهات بدأت في الإبيباليوليت.
يمكن تقسيم الإبيباليوليت إلى فترات مبكرة ومتوسطة ومتأخرة: تتوافق الفترة الإبيباليوليتة المبكرة مع الثقافة الكبارية، في فلسطين نحو 20000 إلى 14500 سنة مضت، والإبيباليوليتة المتوسطة مع الثقافة الكبارية الهندسية أو مرحلة متأخرة من الثقافة الكبارية، والإبيباليوليتة المتأخرة مع الثقافة النطوفية نسبة الى وادي النطوف في فلسطين نحو 14500-11500 قبل الحاضر. تتداخل الثقافة النطوفية مع الثورة النيولتية الناشئة في النيوليت قبل الفخاري أ.

## المشرق

### الفترة الإبيباليوليتة المبكرة

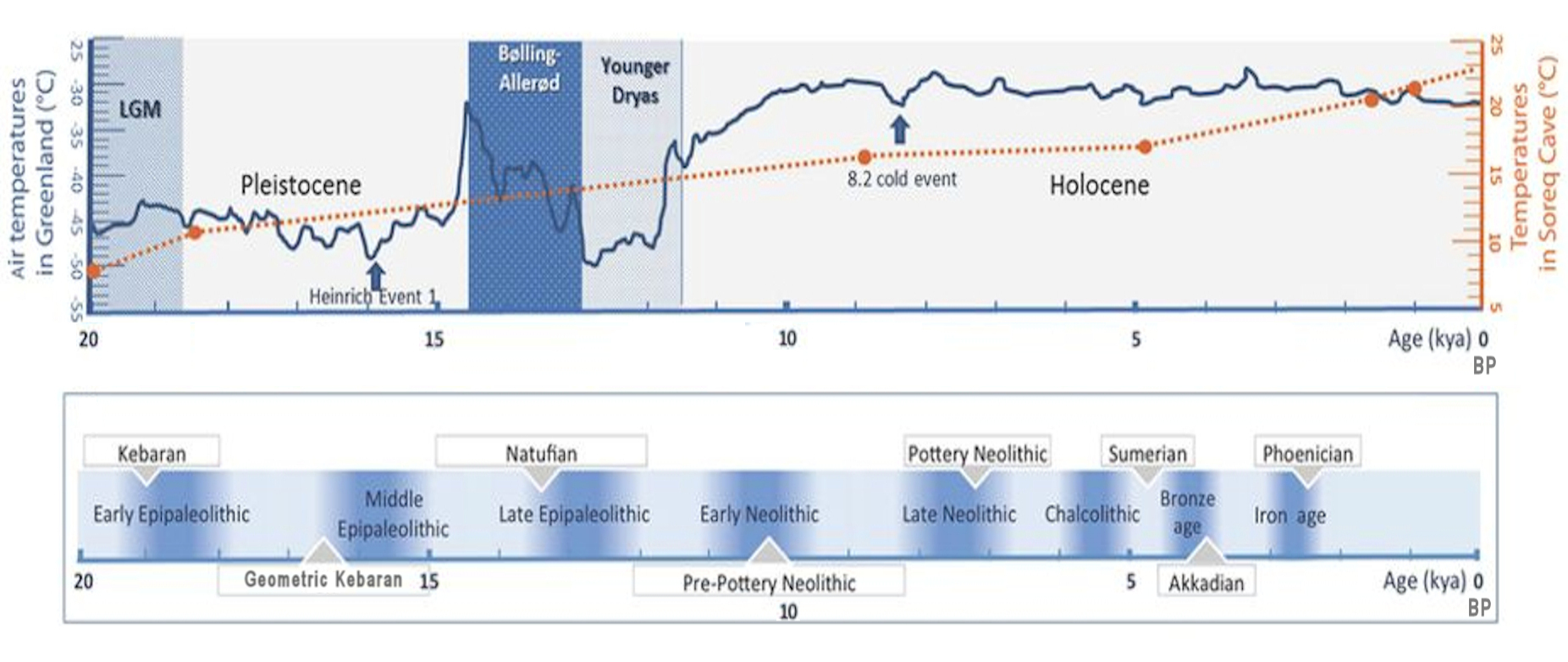
يتوافقالإبيباليوليت مع الفترة الأولى من الاحترار التدريجي بعد الذروة الجليدية الأخيرة ، قبل بدء الهولوسين وبدء ثورة النيوليت. يعتمد التغير في درجات الحرارة في فترة ما بعد العصر الجليدي على أدلة من خزعات الجليد في غرينلاند.

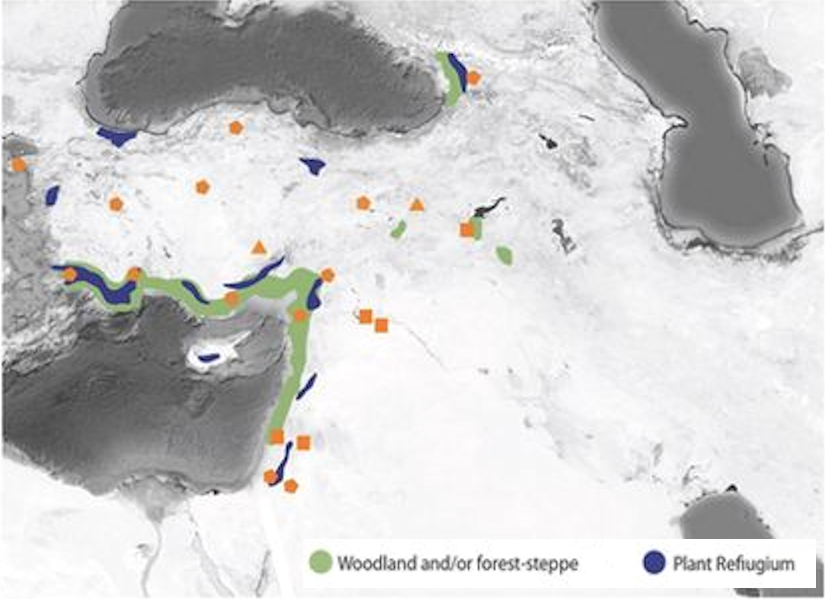
دليل أثري على الأنشطة البشرية في الشرق الأدنى ، في نهاية الباليوليت العلوي وفي أثناء الإبيباليوليت. علامات الاحتلال البشري 29 إلى 15.2 ألف. سنة (مضلعات)، فحم الخشب، مكسرات 15.9-11.2 ألف سنة (مربعات).

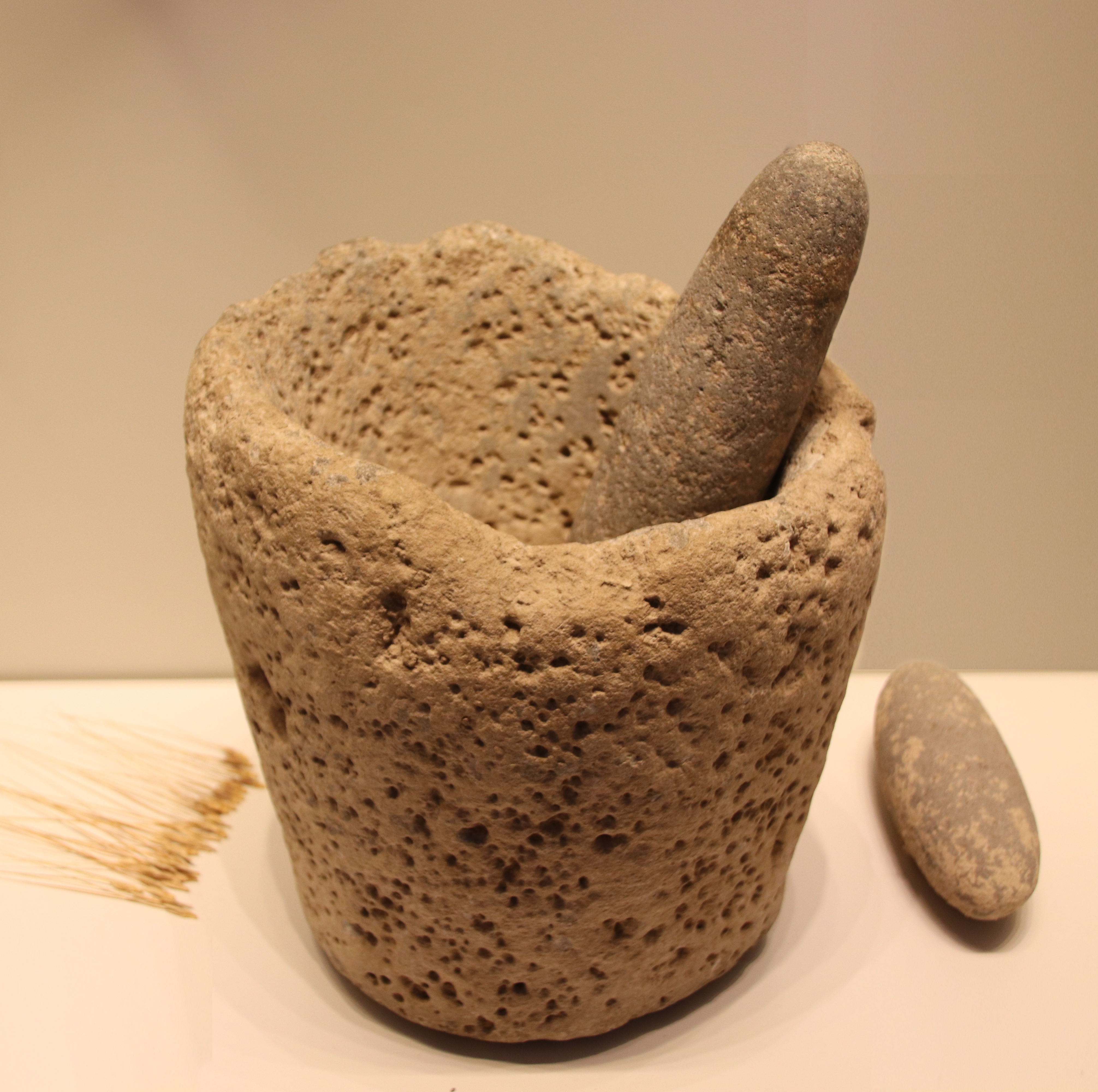
العصر الحجري هاون ومدقة ، الثقافة الكبارية، 22000-18000 قبل الحاضر

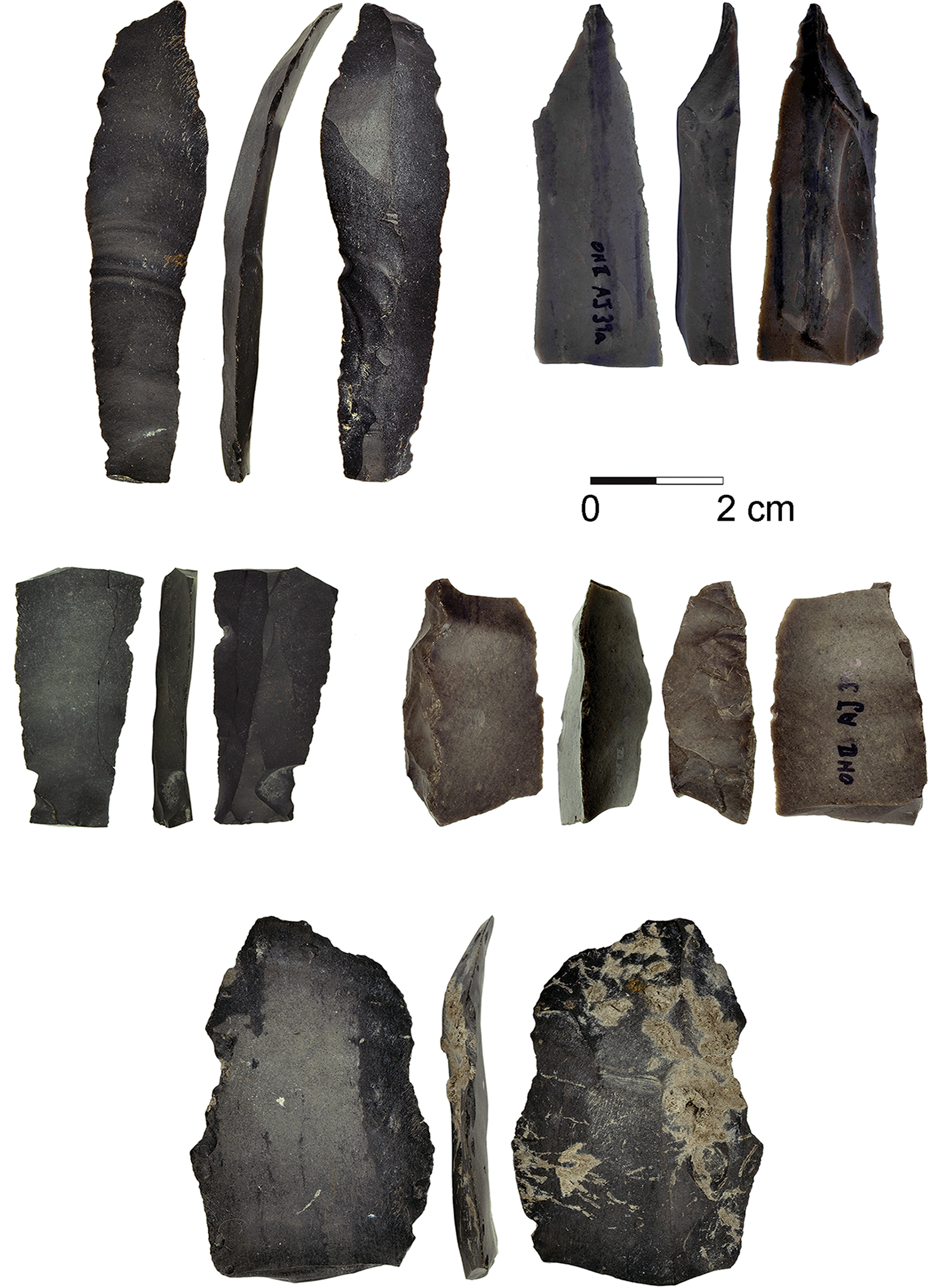
المنجل المركب لحصاد الحبوب من أوهلو الطبقة الثانية منذ 23000 سنة ، فلسطين.

استمرت الفترة الإبيباليوليتة المبكرة، المعروفة أيضًا باسم ثقافة كبارية، من 20000 إلى 12150   قبل الحاضر. وقد اتبعت الأورينياسية المشرقية في الباليوليت العلوي (كانت تسمى سابقا Antelian) في جميع أنحاء بلاد الشام. بحلول نهاية الأورينياسية المشرقية، حدثت تغييرات تدريجية في الصناعات الحجرية. يمكن العثور لأول مرة على أدوات حجرية صغيرة تُدعى الميكروليتية والنصال. تختلف الميكروليتيات في هذه الفترة الثقافية بشكل ملحوظ عن المشغولات الأثرية الأورينياسية.
نحو 18000 سنة  قبل الحاضر تغير المناخ والبيئة، بدءا من فترة انتقالية. أصبح المشرق أكثر جفافاً وتراجع الغطاء النباتي للغابات ليحل محله السهوب. انتهت الفترة الباردة والجافة في بداية الميزوليتي 1. كان على الصيادين-الجامعين من الثقافة الأورينياسية تعديل طريقة معيشتهم ونمط استيطانهم للتكيف مع الظروف المتغيرة. أدى تبلور هذه الأنماط الجديدة إلى الميزوليتي 1. طور الناس أنواعًا جديدة من المستوطنات والصناعات الحجرية الجديدة.
ترك سكان موقع الإبيباليوليت في بلاد الشام أكثر بقليل ممن سبقهم من أدواتهم الحجرية المقطوعة. كانت الصناعة عبارة عن أدوات صغيرة مصنوعة من النصل التي جرت تشظيتها من نواة واحدة. وإلى جانب الشظايا، والنقشات وكاشطات التي عثر عليها، اكتشف عدد قليل من أدوات العظام وبعض الحجر المصقول. هذه المواقع المعروفة كذلك باسم الميزوليتية في آسيا أقل بكثير من تلك الموجودة في النيوليت، والبقايا الأثرية ضعيفة للغاية.
يسمى نمط الصناعة هذا نسبة إلى كهف كبارة جنوب حيفا. تميز الثقافة الكبارية بمكروليتيات هندسية. كان يعتقد أن الناس يفتقرون إلى المطاحن المتخصصة والمدقات التي اكتشفت عليهم في ثقافات الشرق الأدنى اللاحقة.
تسبق الثقافة الكبارية مرحلة الثقافة لأورينياسية المشرقية وتليها الثقافة النطوفية في الإبيباليوليت. إن ظهور الثقافة الكبارية، من النوع الميكروليتي، يعني انقطاعًا كبيرًا في الاستمرارية الثقافية للباليوليت العلوي المشرقي. يرتبط مع الثقافة الكبارية، باستخدامها للميكروليت، أيضًا استخدام القوس والسهم وتدجين الكلب. تتميز الثقافة الكبارية كذلك بجمع ومعالجة الحبوب البرية في وقت مبكر، والمعروف عن طريق اكتشاف أدوات طحن الحبوب. كانت هذه الخطوة الأولى نحو ثورة العصر الحجري الحديث. يُعتقد أن سكان الثقافة الكبارية هاجروا موسمياً، وتناثروا في بيئات المرتفعات في الصيف، وتجمعوا في الكهوف وملاجئ الصخور بالقرب من بحيرات الأراضي المنخفضة في الشتاء. قد يكون هذا التنوع في البيئات هو سبب تنوع الأدوات الموجودة في مجموعات الأدوات الخاصة بهم.
ويعتقد أن الثقافة الكبارية عموما تشكل السلف للثقاافة النطوفية اللاحقة، التي احتلت جزءا كبيرا من نفس النطاق.

#### حصاد الحبوب
أقرب دليل على استخدام أدوات حصاد الحبوب المركبة هو نصال الصوان المصقولة التي جرى العثور عليها في موقع اوهال الطبقة الثانية Ohalo II ، وهو معسكر للصيادين-الجمّاعين يبلغ عمره 23000 عام على شاطئ بحير طبريا، شمال فلسطين. تم تأريخ موقع اوهال عند تقاطع الباليوليت العلوي والإبيباليوليت المبكر، وقد نُسب إلى كلتا الفترتين. تشير آثار التآكل على الأدوات إلى أنها استخدمت في حصاد الحبوب البرية شبه الناضجة وشبه الخضراء، قبل وقت قصير من نضج الحبوب بشكل كافٍ لنتشار الحبوب بشكل طبيعي. أوضحت الدراسة أن الأدوات لم تستخدم بشكل مكثف، وتعكس طرقتين في الحصاد: نصال الصوان الممسوكة باليد مباشرة، ونصال الصوان مثبتة في مقبض. تكشف الاكتشافات عن وجود تقنيات وأدوات حصاد الحبوب قبل نحو 8000 سنة قبل النطوفيين، و 12000 سنة قبل إنشاء مجتمعات زراعية مستقرة في الشرق الأدنى خلال ثورة العصر الحجري الحديث. علاوة على ذلك، تتوافق الاكتشافات الجديدة جيدًا مع الأدلة على أول زراعة حبوب في الموقع على الإطلاق، واستخدام أدوات الطحن المصنوعة من الحجر.

#### التعبير الفني فيا لثقافة الكبارية

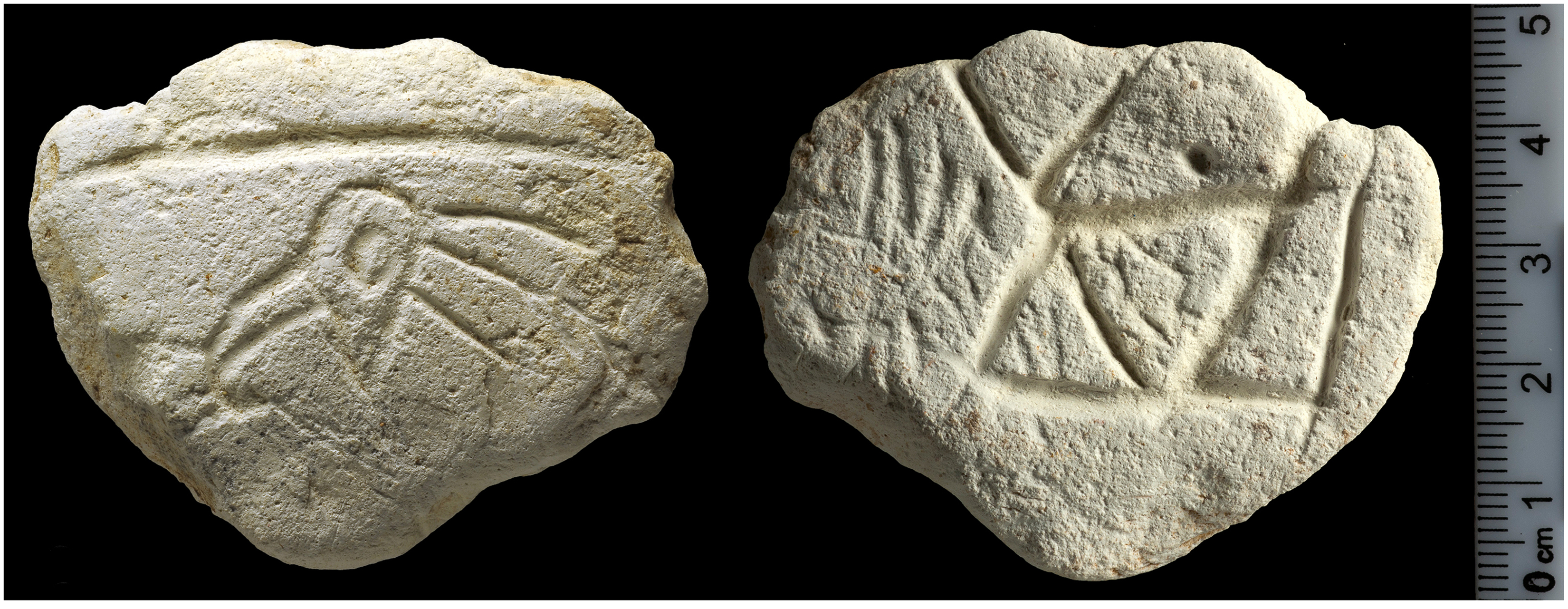
لِخاف عليه صورة طائر من عين قسيس الجنوبية ، مرج ابن عامر ، فلسطين ، كبارية وكبارية هندسية.

اكتشفت أدلة على السلوك الرمزي من العصر البليستوسيني المتأخر في بلاد الشام على لِخاف من الحجر الجيري المنقوش من موقع الإبيباليوليت في عين قسيس عند تل قسيس جنوب مرج ابن عامر، فلسطين. تم الكشف عن النقوش ضمن موقع يشمل ثقافة كبارية وكبارية هندسية (حوالي 23000 و 16500 قبل الحاضر)، وتبين صورة طائر، وهذا أول تمثيل رمزي معروف حتى الآن من مواقع ما قبل النطوفية في الإبيباليوليت، إلى جانب زخارف هندسية مثل مضلعات متقاطعة وخزوز متوالية. بعض النقوش تشبه إلى حد كبير الاكتشافات الأوروبية المعاصرة تقريبًا، ويمكن تفسيرها على أنها «أنظمة الترميز» أو «أنظمة الذاكرة الاصطناعية» المتعلقة بتوقيت الموارد الموسمية والأحداث المهمة ذات الصلة لمجموعات الرحل.
علامات وأنماط متشابهة، معروفة جيدا من سياق نطوفي المحلي، وهي فترة الإبيباليوليت النهائية عندما بدأت الجماعات المستقرة أو شبه المستقرة ممارسة الزراعة.

### الفترة الإبيباليوليتة المتأخرة
تسمى الفترة الإبيباليوليتة المتأخرة أيضا ثقافة نطوفية. تتميز هذه الفترة بالظهور المبكر للزراعة، والتي ظهرت فيما بعد بشكل كامل في النيوليت. يؤرّخ الكربون المشع الثقافة النطوفية بين 12500 و 9500   قبل الميلاد، قبل نهاية العصر البليستوسيني. تتميز هذه الفترة ببداية الزراعة. وقعت أبكر معركة معروفة خلال العصر الميزوليتي في موقع جبل الصحابة في السودان، يعرف باسم مقبرة 117 .

تنقسم الثقاافة النطوفية بشكل عام إلى فترتي فترة فرعية: النطوفية المبكرة (12500-10800 قبل الميلاد) (كريستوفر ديلاج يؤرخ بنحو 13000-11500 ق.ح بدون معايرة، أي ما يعادل 13700-11500 قبل الميلاد)  والنطوفية المتأخرة (10800-9500 قبل الميلاد). على الأرجح تترفق النطوفية المتأخرة مع الدرياس الحديث. الفترة التالية غالبًا ما تسمى العصر الحجري الحديث قبل الفخار. لا يناقش المتخصصون «الفخار الميزوليتي» في حالة المشرق. 

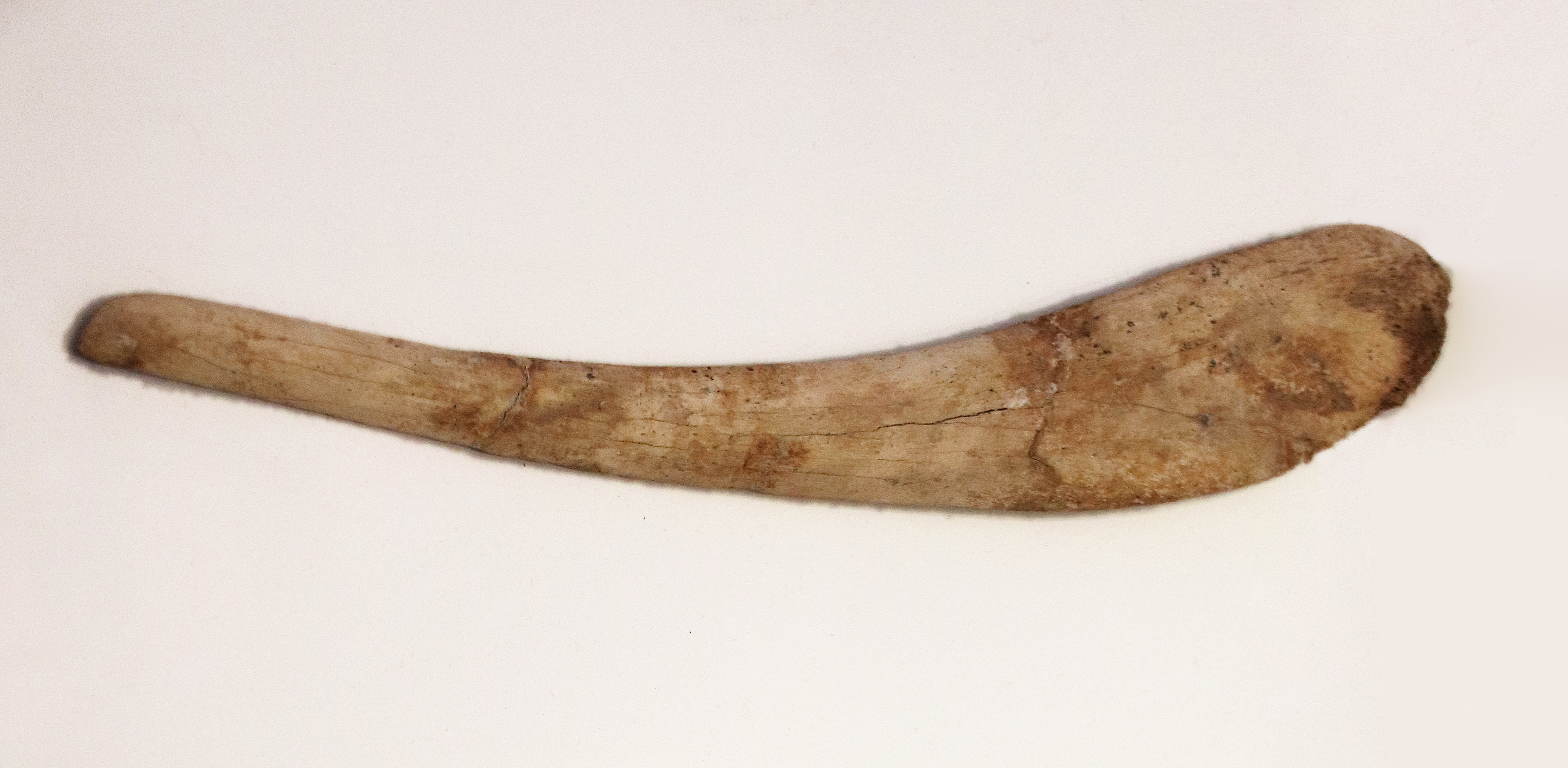
خنجر ضلع-بقر ، كهف هايونيم ، الثقافة النطوفية ، 12500-9500 قبل الميلاد.
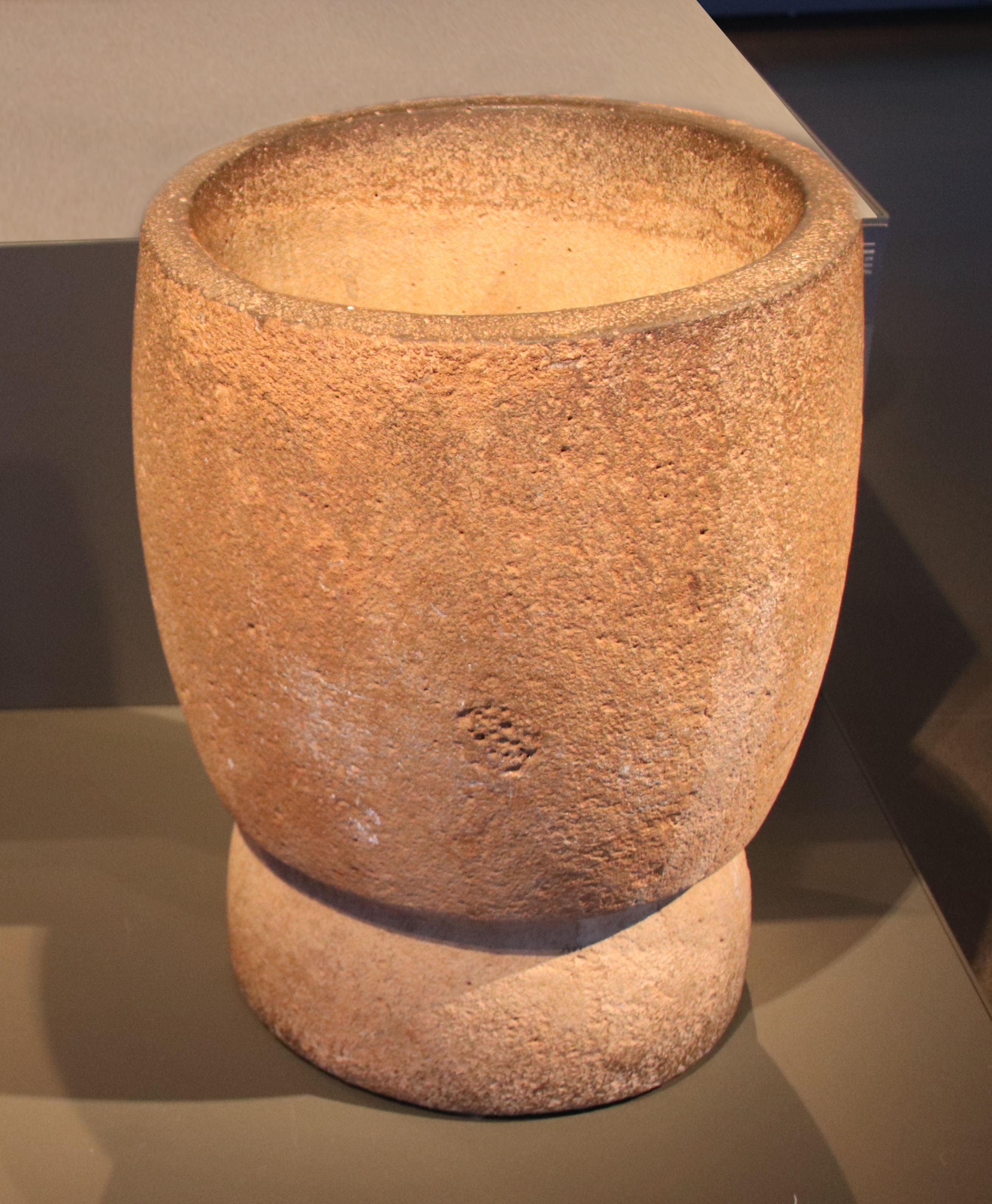
هاون من عين ملاحة ، العصر النطوفي ، 12500-9500 قبل الميلاد
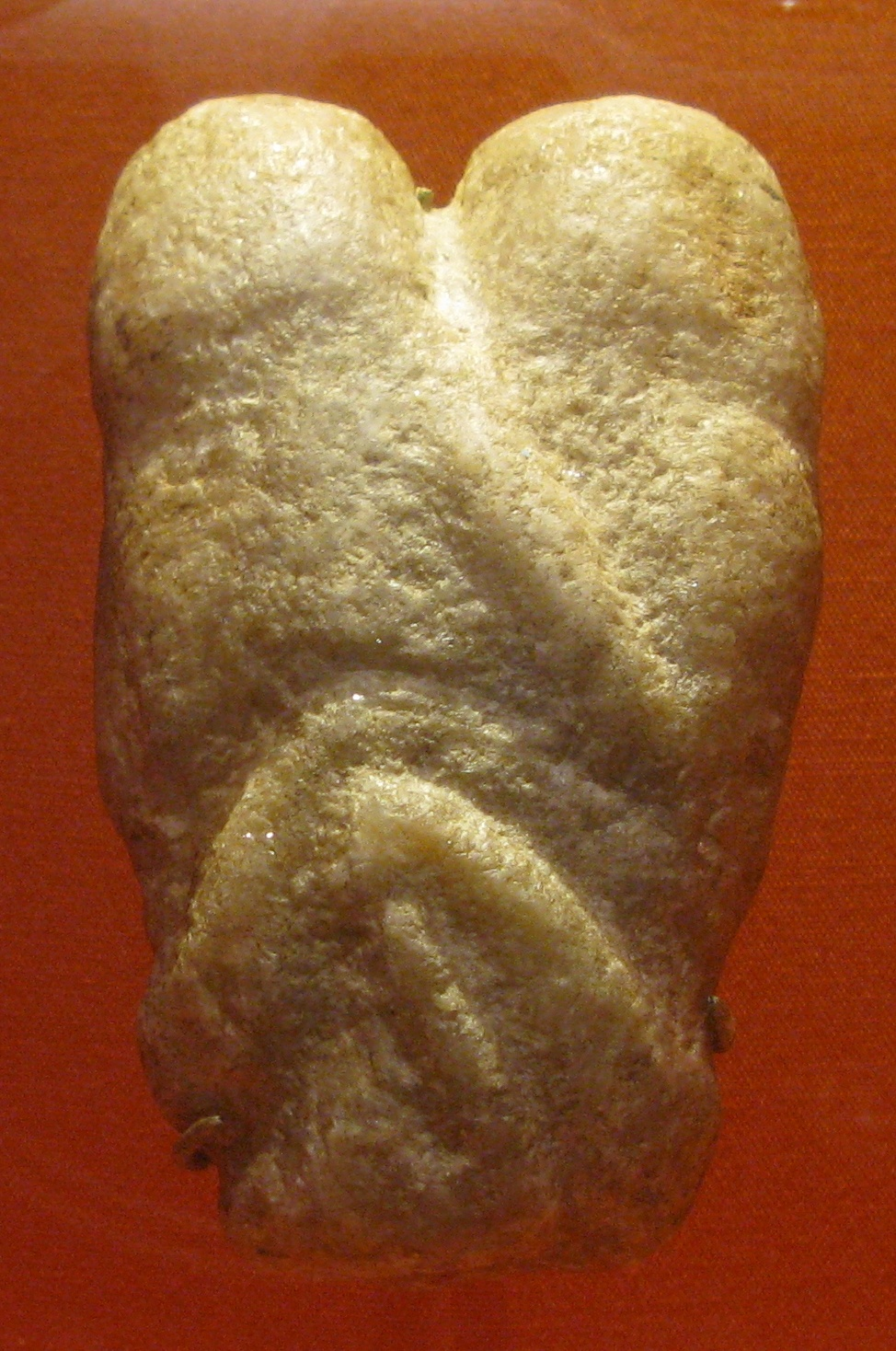
عاشقا عين صخري ، عين صخري قرب بيت لحم ، فلسطين . المتحف البريطاني   :   1958,1007.1

## مناطق أخرى

### شبه الجزيرة العربية
حتى وقت قريب، كان يعتقد أن شبه الجزيرة العربية كانت قاحلة للغاية وغير مضيافة للاستيطان البشري في العصر البليستوسيني المتأخر. تنتمي أقدم المواقع المعروفة إلى العصر الحجري الحديث المبكر، نحو 9000 إلى 8000 ق.ح، ومن المفترض أن الناس كانوا قادرين على إعادة استعمار المنطقة في ذلك الوقت بسبب المناخ الرطب في الهولوسين المبكر.
ومع ذلك، في عام 2014، اكتشف علماء الآثار الذين يعملون في صحراء نفود الجنوبية موقع إبيباليوليتي يعود تاريخه إلى ما بين 12000 و 10000 ق.ح. يقع الموقع في حوض جبة، وهو بحيرة باليوليتية احتفظت بالماء في الظروف الجافة الأخرى نهايات البلايوستوسين. الأدوات الحجرية التي اكتشفت تحمل تشابهًا وثيقًا مع الكبارية الهندسية، وهي صناعة مشرقية مرتبطة بالإبيباليوليت لذلك اقترح المنقبون في الموقع أن شمال شبه الجزيرة العربية قد استعمرها مجموعات من بلاد الشام منذ حوالي 15000 سنة. قد تكون هذه المجموعات قد لاقت مصاعب بسبب مناخ الجفاف وتراجعت إلى ملاجئ مثل حوض جبة.

## مصادر الطعام

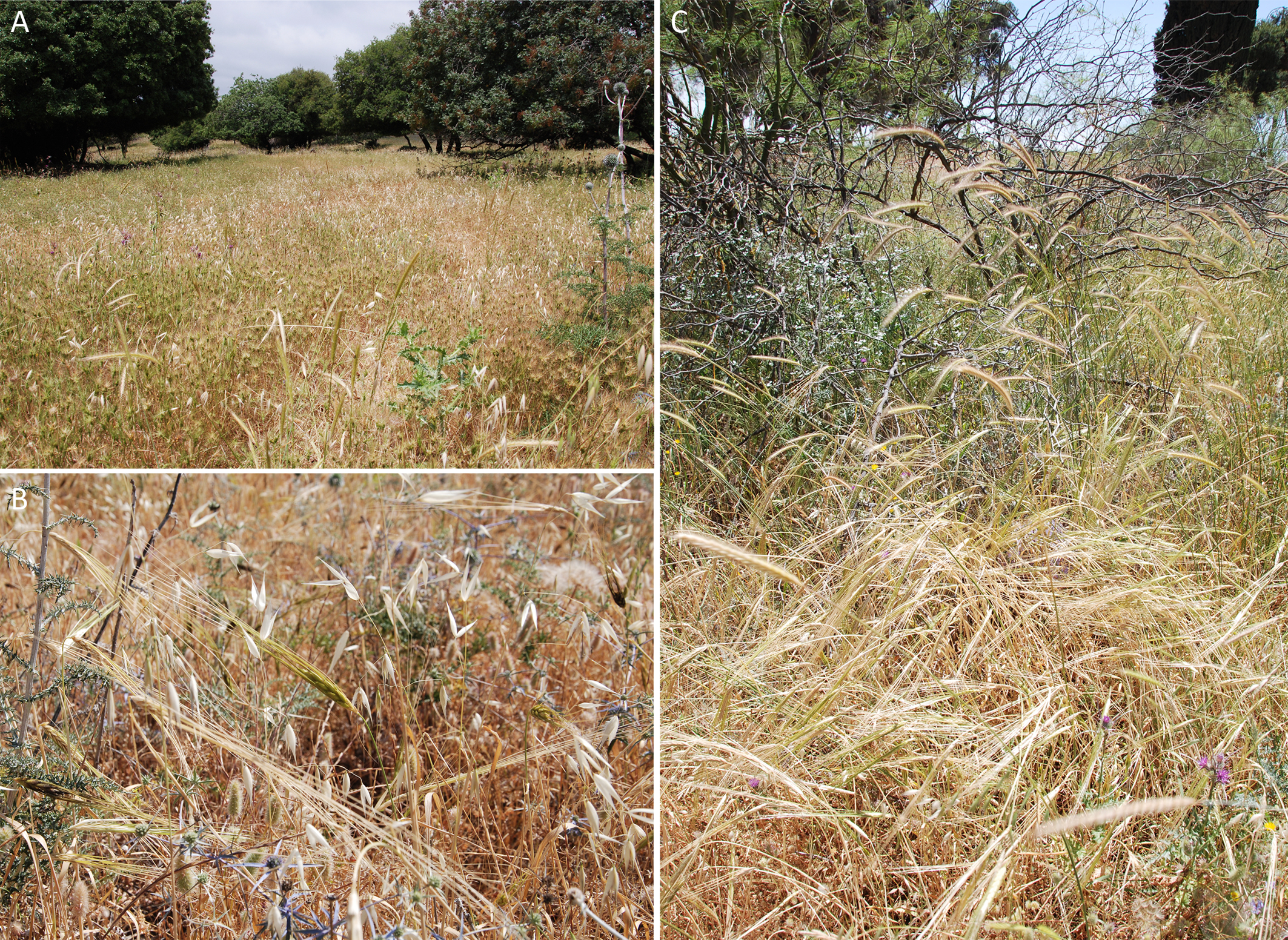
مجاميع الحبوب البرية والأعشاب البرية الأخرى في شمال فلسطين